# Філіп П'єр
Філіп П'єр (18 вересня 1954 , Кастрі ) — державний і політичний діяч Сент-Люсії. 
Обіймає посаду прем'єр-міністра Сент-Люсії з 28 липня 2021 року. 
Працював міністром фінансів, економічного розвитку та молодіжної економіки. 
З 18 червня 2016 року є лідером Лейбористської партії Сент-Люсії. Представляє округ Кастрі-Іст в Палаті зборів Сент-Люсії з 1997
.
1997 — 2000 рр обіймав посаду міністра туризму, цивільної авіації та міжнародних фінансових послуг, заступника прем'єр-міністра та міністра інфраструктури, портових послуг та транспорту 2011 — 2016 рр, був лідером опозиції 2016 — 2021 рр.

## Ранній період життя
Його мати Евелін була шкільною вчителькою, а батько Огюст

працював поліцейським 
. 
Навчався у коледжі Святої Марії, потім здобув ступінь бакалавра з відзнакою з економіки та ступінь магістра ділового адміністрування в Університеті Вест-Індії. 
Після закінчення навчання викладав у коледжі Святої Марії 

та працював стажером-менеджером у «JQ Charles Ltd». Потім працював клерком з аудиту в PricewaterhouseCoopers та PKF International, а також фінансовим контролером у «Stanthur Co. Ltd» 
.
1985 — 1994 рр був директором Національної корпорації досліджень та розробок. З 1990 по 1997 був виконавчим директором своєї власної консалтингової фірми «Philip J. Pierre Business Services Ltd»
.

## Політична діяльність
Вступив до лав Лейбористської партії Сент-Люсії в 1985 році, де був партійним скарбником в 1986 — 1992 
. 
В 1992 році вперше брав участь у загальних виборах у Кастрі-Іст, але не переміг 
.
Був головою Лейбористської партії з 1992 по 1996
. 
Знову балотувався у 1997 році і здобув перемогу. 
У новому уряді на чолі з Кенні Ентоні

обіймав посаду міністра туризму, цивільної авіації та міжнародних фінансових послуг з 1997 по 2000 рік 

Був переобраний до Палати зборів від Кастрі-Іст на загальних виборах 2001, 2006 та 2011 рр. 
В 2011 році був приведений до присяги на посаді заступника прем'єр-міністра та міністра інфраструктури, портових послуг та транспорту .
Філіп П'єр зберіг своє місце на загальних виборах 2016
, 
але Лейбористська партія програла вибори. 
Кенні Ентоні пішов з посади лідера партії, а Філіп П'єр був обраний його наступником 18 червня 2016 року. 
Також став парламентським лідером опозиції 
.
Є членом Парламентської асоціації Співдружності. 
Також приєднався до Асамблеї парламентаріїв Карибської спільноти, взявши участь у її першому засіданні в 1996 на Барбадосі
.
Очолив Лейбористську партію на загальних виборах 2021, на яких вони здобули більшість місць. 
Був приведений до присяги на посаді прем'єр-міністра Сент-Люсії 28 липня 2021 
.